# Mesembriomys
Mesembriomys là một chi động vật có vú trong họ Muridae, bộ Gặm nhấm. Chi này được Palmer miêu tả năm 1906. Loài điển hình của chi này là Mus hirsutus Gould, 1842 (= Hapalotis gouldii Gray, 1843).

## Các loài
Chi này gồm các loài: